# Michail Wiktorowitsch Jessin
Michail Wiktorowitsch Jessin (russisch Михаил Викторович Есин, englisch Mikhail Yesin, wiss. Transliteration Michail Viktorovič Esin; * 25. Januar 1968) ist ein ehemaliger sowjetischer bzw. russischer Skispringer.

## Leben
Michail Jessin begann seine Karriere mit dem Start bei der Junioren-Weltmeisterschaft 1986 in Lake Placid. Dabei gewann er mit dem sowjetischen Team von der Normalschanze die Bronzemedaille. Am 14. Januar 1987 gab Jessin in Oberwiesenthal sein Debüt im Skisprung-Weltcup. Dabei konnte er mit dem 12. Platz bereits seine ersten Weltcup-Punkte gewinnen. Bei den Olympischen Winterspielen 1988 erreichte er von der Normalschanze den 39. Platz. Ein Jahr später erreichte er bei der Nordischen Skiweltmeisterschaft 1989 in Lahti den 36. Platz von der Normalschanze und den 11. Platz von der Großschanze. Im Teamspringen wurde er mit der sowjetischen Mannschaft Vierter. Am 19. März 1989 erreichte er mit dem 7. Platz beim Skifliegen in Harrachov das beste Einzelergebnis seiner Karriere sowie mit 169 m seine persönliche Bestweite. Zur Skiflug-Weltmeisterschaft 1990 in Vikersund flog Jessin auf den 13. Platz. Ein Jahr später konnte er bei der Nordischen Skiweltmeisterschaft 1991 in Val di Fiemme den 16. Platz von der Normal- und den 44. Platz von der Großschanze erreichen. Bei den Olympischen Winterspielen 1992 in Albertville gehörte er zum Vereinten Team und sprang von der Normalschanze auf den 11. und von der Großschanze auf den 10. Platz. Im Teamspringen erreichte er gemeinsam mit Dionis Vodnev, Andrei Werweikin und Juri Dudscharew den 11. Platz. Bei den Olympischen Winterspielen 1994 gehörte Jessin schließlich zum russischen Team und erreichte von der Großschanze den 42. Platz. Im Teamspringen wurde er mit der Mannschaft am Ende Zwölfter.
1995 wechselte Jessin für einige Springen in den Skisprung-Continental-Cup, beendete aber nach nur einer Saison dort seine aktive Skisprungkarriere.